# Birże
Birże (lit. Biržai, łot. Birži, ros. Биржи) – miasto na Litwie, położone nad rzekami Oposzcza (lit. Apaščia) i Egłona (lit. Agluona) oraz jeziorem Szyrwena; dawna polska rezydencja magnacka.

## Dane ogólne
- Liczba ludności: 14 911 (2005)

W mieście zlokalizowany jest drobny przemysł; m.in. browar, przemysł lniarski.

## Historia
W XIV w. były własnością wielkich książąt litewskich. W II poł. XV w. ich właścicielem był Grzegorz Friedkonis (sekretarz króla Kazimierza Jagiellończyka), który zmarł bezpotomnie, a jego dobra przeszły na krewnych żony pochodzącej z Radziwiłłów. W ich rękach były od 1492 aż do śmierci córki Bogusława Radziwiłła, Ludwiki Karoliny Radziwiłł w 1695, kiedy to dostały się w spadku jej córce, księżniczce neuburskiej. Dobra powróciły w posiadanie Radziwiłłów (z linii z Nieświeża) dopiero w poł. XVIII w. dzięki staraniom Hieronima Floriana. W 1811 Dominik Hieronim Radziwiłł stracił je, kiedy car pod pretekstem niespłacenia kredytu zajął mu majątki znajdujące się w zaborze rosyjskim i sprzedał tanio Tyszkiewiczom, którzy dzierżyli je do II wojny światowej.
Od 1860 siedziba Ordynacji Birżańskiej Tyszkiewiczów. W maju 1863 pod miastem doszło do serii bitew w czasie powstania styczniowego.
Aż do początków XX wieku Birże były tradycyjnym ośrodkiem kalwinizmu i siedzibą parafii ewangelicko-reformowanej w ramach dystryktu żmudzkiego Jednoty Litewskiej (kościół katedralny).
Podczas okupacji hitlerowskiej, 26 lipca 1941 roku Niemcy utworzyli getto dla żydowskich mieszkańców. Przebywało w nim około 2500 osób. 8 sierpnia 1941 roku Niemcy zlikwidowali getto, a Żydów zamordowano w lesie Astravas. Sprawcami zbrodni byli żołnierze z Einsatzkommando 3, oraz litewskie służby bezpieczeństwa.

## Zabytki
- Zamek Radziwiłłów – Na początku XV w.  był tu drewniany zameczek, w I poł. XVI w. nową siedzibę wybudował  Radziwiłł “Rudy”, ale w okazałą rezydencję wzniósł  Krzysztof Mikołaj Radziwiłł “Piorun’’ budując ufortyfikowany zamek bastionowy  pod koniec XVI w.  Podczas wojen  szwedzkich został w 1625 ograbiony i zdewastowany przez Szwedów. Następne zniszczenia przyniósł potop szwedzki. W 1659 Bogusław Radziwiłł rozpoczął kolejną przebudowę w stylu "palazzo in fortezza". W kolejnej wojnie ze Szwedami w 1704 został zniszczony  razem z fortyfikacjami  i został opuszczony. Dotrwał do XX w. jako okazała ruina, starannie zrekonstruowany  został w latach 80. oddany do użytku - obecnie muzeum. Zamek otacza park o pow. ok. 8 ha, znajdujący się na zboczu opadającemu ku jezioru Szyrwena (najstarszy w Europe sztuczny staw).
- pałac Tyszkiewiczów - przejmując majątek Tyszkiewiczowie wybudowali  po przeciwnej stronie jeziora Szyrwena pałac w stylu włoskiej willi, wtedy ordynacją birżańską zarządzał I ordynat Jan Tyszkiewicz. Pałac otacza park o pow. 40 ha. Obecnie w pałacu mieści się administracja fabryki lnu.
- kościół - Pierwszy drewniany kościół ufundowali Radziwiłłowie w 1515. Natomiast w latach 1857–1861 Jan Tyszkiewicz  ufundował murowany w stylu empire kościół katolicki pod w. św. Jana Chrzciciela, w którym spoczywają członkowie rodu Tyszkiewiczów.
- kościół ewangelicko–reformowany z XIX wieku